# Linnéa Malmqvist
Linnéa Malmqvist (* 30. Mai 1998) ist eine schwedische Tennisspielerin.

## Karriere
Malmqvist spielt vorrangig auf Turnieren der ITF Women’s World Tennis Tour, bei denen sie bislang vier Doppeltitel gewinnen konnte.
Ihr erstes Profiturnier spielte sie 2014 in Scharm asch-Schaich. Ihre größten Erfolge feierte sie bislang im Doppel, wo sie nach mehreren Halbfinalteilnahmen im November 2015 zusammen mit ihrer Partnerin Jana Sisikowa ihr erstes Turnier in El-Kantaoui gewinnen konnte. Im Oktober 2017 gewann sie ebenfalls im Doppel den Titel in Scharm asch-Schaich zusammen mit ihrer Partnerin Ola Abou Zekry.
2013 spielte sie für den TC Rot-Weiß Wahlstedt.
Ihr bislang letztes internationale Turnier spielte Malmqvist im März 2020. Sie wird daher nicht mehr in der Weltrangliste geführt.

## Turniersiege

### Doppel
| Nr. | Datum             | Turnier             | Kategorie   | Belag     | Partnerin          | Finalgegnerinnen                     | Ergebnis         |
| --- | ----------------- | ------------------- | ----------- | --------- | ------------------ | ------------------------------------ | ---------------- |
| 1.  | 29. November 2015 | El-Kantaoui         | ITF $10.000 | Hartplatz | Jana Sisikowa      | Kajsa Rinaldo Persson Natalija Šipek | 6:4, 6:2         |
| 2.  | 29. Oktober 2017  | Scharm asch-Schaich | ITF $15.000 | Hartplatz | Ola Abou Zekry     | Elena-Teodora Cadar Nastja Kolar     | 5:7, 6:3, [10:3] |
| 3.  | 10. Juni 2018     | Óbidos              | ITF $25.000 | Teppich   | Angelica Moratelli | Berfu Cengiz Sara Tomic              | 7:5, 2:1ret.     |
| 4.  | 2. März 2019      | Scharm asch-Schaich | ITF $15.000 | Hartplatz | Mariana Dražić     | Uljana Aisatulina Alina Silitsch     | 7:5, 6:3         |